# 1386 Storeria
1386 Storeria (1935 PA) là một tiểu hành tinh vành đai chính được phát hiện ngày 28 tháng 7 năm 1935 bởi G. Neujmin ở Simeis.